# Madalena Hanjam

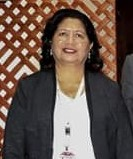
Madalena Hanjam (2020)

Maria Madalena Fernandes Melo Hanjam Costa Soares ist eine osttimoresische Politikerin.
Sie war von 2007 bis 2012 Vizeministerin für Gesundheit Osttimors unter Premierminister Xanana Gusmão. Nach ihrem Ausscheiden aus der Politik nach dem Antritt der neuen Regierung widmete sich Hanjam der Bekämpfung der Folgen der Unterernährung, die in Osttimor weit verbreitet sind.
Zusammen mit Finanzministerin Emília Pires warf die Comissão Anti-Corrupção (CAC) Hanjam Korruption vor. Demnach hatte die Mac’s Metalcraft Pty Ltd., die dem Ehemann von Pires gehört, verschiedene Einrichtungsgegenstände an das Hospital Nacional Guido Valadares geliefert. Die Anweisung zum Kauf im Wert von 800.000 US-Dollar soll durch Pires erfolgt sein. Am 20. Dezember 2016 wurde Hanjam zu vier Jahren Gefängnis verurteilt. Sie kündigte an, gegen das Urteil in Revision zu gehen. Sie habe nur Anweisungen von Pires und Gusmão ausgeführt. 2023 folgte das Berufungsgericht teilweise der Begründung und reduzierte die Strafe auf drei Jahre Haft auf Bewährung über fünf Jahre. 2023 begnadigte Präsident José Ramos-Horta Hanjam.
Seit August 2018 ist Hanjam Präsidentin des Exekutivrates des Roten Kreuzes Osttimor.